# Rastila (metropolitana di Helsinki)
Rastila (in finlandese: Rastilan metroasema; in svedese: Metrostationen Rastböle) è una stazione di superficie del ramo orientale (Itäkeskus - Vuosaari) della Metropolitana di Helsinki. Serve le aree residenziali di Meri-Rastila e Rastila, nel quartiere di Vuosaari, a Helsinki Est.
La stazione fu inaugurata il 31 agosto 1998 (una delle stazioni più recenti della rete), e fu progettata da Irmeli Grundström e Juhani Vainio. La fermata si trova a circa 1.955 metri da Puotila, e a 1.244 metri da Vuosaari.

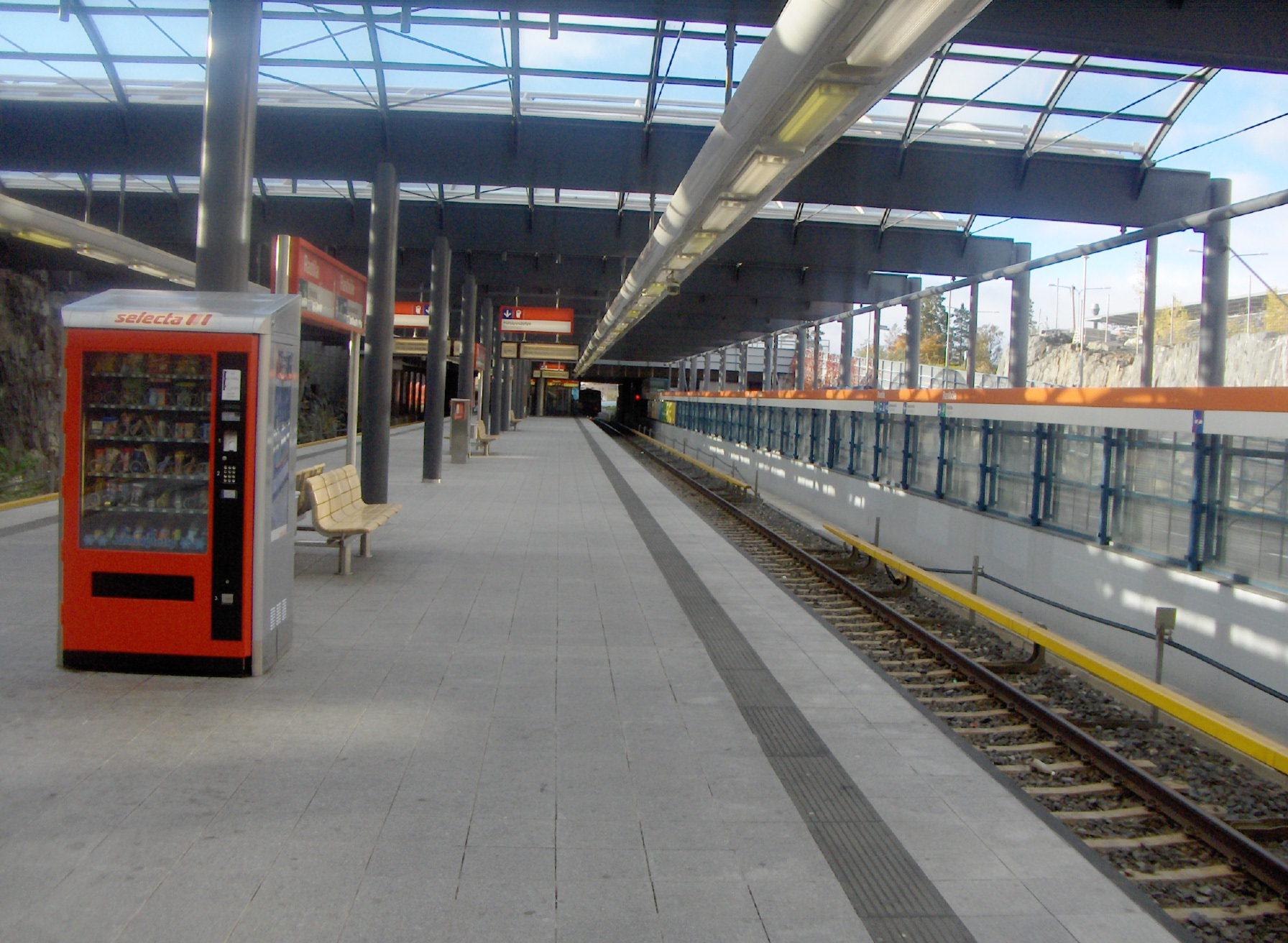
Banchina di Rastila
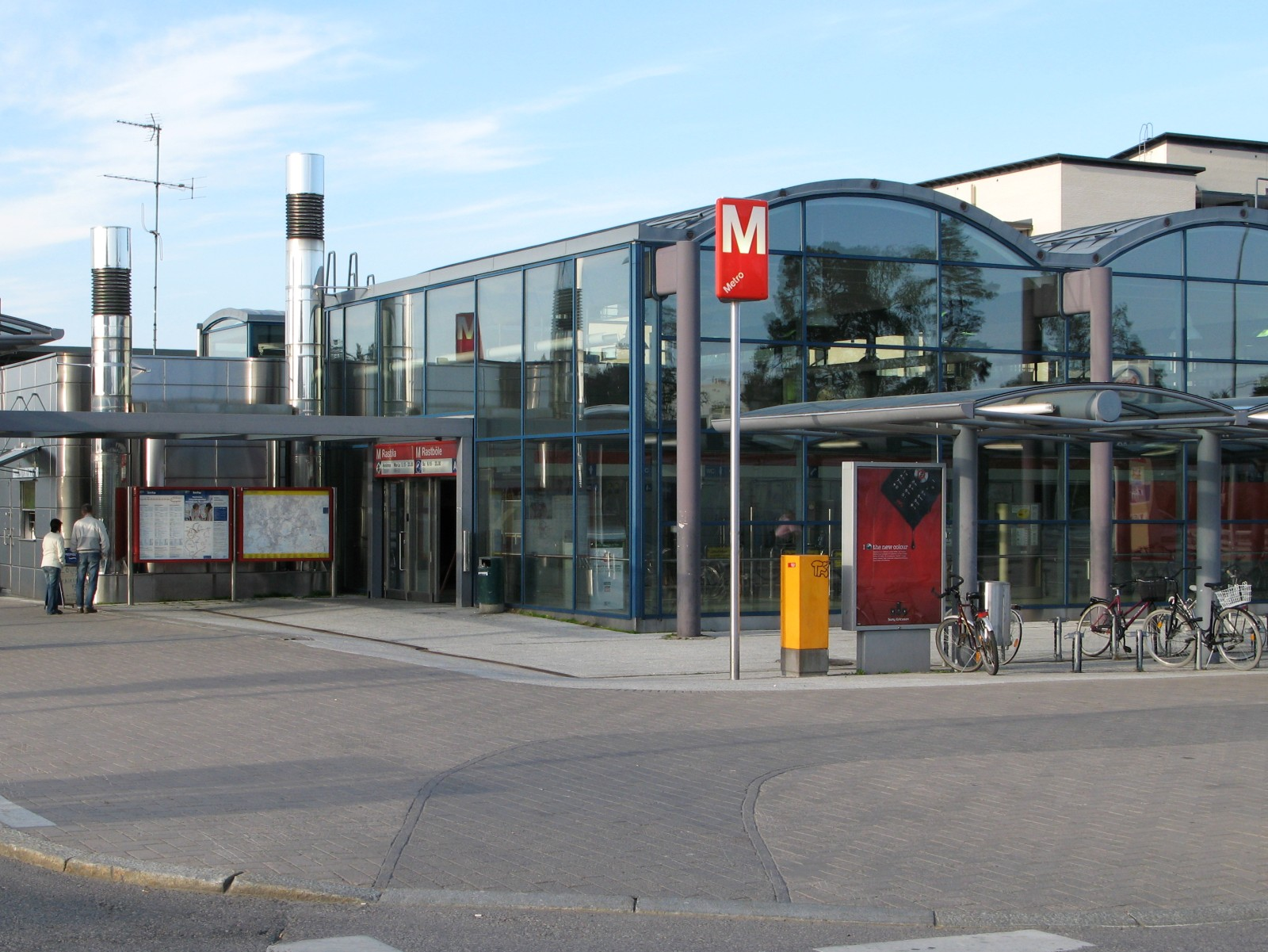
Ingresso alla stazione